# My Dear Machine EP
My Dear Machine es un EP de la banda Sixpence None the Richer editado en 2008. Fue su primera publicación oficial después de 4 años de haber lanzado su último material discográfico.

## Lista de canciones
1. "My Dear Machine" – 2:45
2. "Amazing Grace (Give It Back)" – 4:01
3. "Sooner Than Later" – 3:56
4. "Around" – 4:26